# 長津田みなみ台
長津田みなみ台（ながつたみなみだい）は、神奈川県横浜市緑区の地名。現行行政地名は長津田みなみ台一丁目から長津田みなみ台七丁目。住居表示未実施区域。

## 地理
2005年（平成17年）10月1日同区長津田町、十日市場町、いぶき野より新設した町名。もと長津田町字玄海田。玄海田と呼ばれる雛壇状の谷戸田を付近の洪積台地の切崩しによって埋立・造成された新しい新興住宅地である。
都市再生機構(UR)によって土地区画整理事業として開発された地域で、戸建住宅や大型マンションのほか大規模商業施設が立地している。開発面積は94万m²、計画人口1万人、総戸数2450戸で、地域内にはショッピングセンターやホームセンター、各種ファミリーレストラン、コンビニエンスストアなどが、ロードサイド店舗として出店している。

### 面積
面積は以下の通りである。
| 丁目                 | 面積（km²） |
| -------------------- | ----------- |
| 長津田みなみ台一丁目 | 0.230       |
| 長津田みなみ台二丁目 | 0.123       |
| 長津田みなみ台三丁目 | 0.188       |
| 長津田みなみ台四丁目 | 0.137       |
| 長津田みなみ台五丁目 | 0.191       |
| 長津田みなみ台六丁目 | 0.135       |
| 長津田みなみ台七丁目 | 0.162       |
| 計                   | 1.166       |

### 地価
住宅地の地価は、2025年（令和7年）1月1日の公示地価によれば、長津田みなみ台5丁目14番7外の地点で24万4000円/m²となっている。

## 歴史

### 沿革
- 2005年（平成17年）1月17日 - 十日市場町、いぶき野、長津田町の各一部を編入し、長津田みなみ台を新設設置[7]。

### 町名の変遷
| 実施後               | 実施年月日                | 実施前（各町名ともその一部）           |
| -------------------- | ------------------------- | -------------------------------------- |
| 長津田みなみ台一丁目 | 2005年（平成17年）1月17日 | 長津田町の一部                         |
| 長津田みなみ台二丁目 | 2005年（平成17年）1月17日 | 長津田町の一部                         |
| 長津田みなみ台三丁目 | 2005年（平成17年）1月17日 | 長津田町の一部                         |
| 長津田みなみ台四丁目 | 2005年（平成17年）1月17日 | 十日市場町、長津田町の各一部           |
| 長津田みなみ台五丁目 | 2005年（平成17年）1月17日 | 長津田町の一部                         |
| 長津田みなみ台六丁目 | 2005年（平成17年）1月17日 | 十日市場町、長津田町の各一部           |
| 長津田みなみ台七丁目 | 2005年（平成17年）1月17日 | いぶき野、十日市場町、長津田町の各一部 |

## 世帯数と人口
2025年（令和7年）6月30日現在（横浜市発表）の世帯数と人口は以下の通りである。長津田みなみ台三丁目は全域が玄海田公園のため住民はいない。
| 丁目                 | 世帯数    | 人口     |
| -------------------- | --------- | -------- |
| 長津田みなみ台一丁目 | 1,285世帯 | 2,919人  |
| 長津田みなみ台二丁目 | 494世帯   | 1,389人  |
| 長津田みなみ台三丁目 | 0世帯     | 0人      |
| 長津田みなみ台四丁目 | 632世帯   | 1,888人  |
| 長津田みなみ台五丁目 | 669世帯   | 1,457人  |
| 長津田みなみ台六丁目 | 594世帯   | 1,563人  |
| 長津田みなみ台七丁目 | 907世帯   | 2,028人  |
| 計                   | 4,581世帯 | 11,244人 |

### 人口の変遷
国勢調査による人口の推移。
| 年                 | 人口   |
| ------------------ | ------ |
| 2005年（平成17年） | 7,196  |
| 2010年（平成22年） | 10,502 |
| 2015年（平成27年） | 11,409 |
| 2020年（令和2年）  | 11,441 |

### 世帯数の変遷
国勢調査による世帯数の推移。
| 年                 | 世帯数 |
| ------------------ | ------ |
| 2005年（平成17年） | 2,722  |
| 2010年（平成22年） | 3,837  |
| 2015年（平成27年） | 4,103  |
| 2020年（令和2年）  | 4,291  |

## 学区
市立小・中学校に通う場合、学区は以下の通りとなる（2024年11月時点）。
| 丁目                 | 番地 | 小学校                 | 中学校             |
| -------------------- | ---- | ---------------------- | ------------------ |
| 長津田みなみ台一丁目 | 全域 | 横浜市立長津田小学校   | 横浜市立田奈中学校 |
| 長津田みなみ台二丁目 | 全域 | 横浜市立長津田小学校   | 横浜市立田奈中学校 |
| 長津田みなみ台三丁目 | 全域 | 横浜市立長津田小学校   | 横浜市立田奈中学校 |
| 長津田みなみ台四丁目 | 全域 | 横浜市立いぶき野小学校 | 横浜市立田奈中学校 |
| 長津田みなみ台五丁目 | 全域 | 横浜市立いぶき野小学校 | 横浜市立田奈中学校 |
| 長津田みなみ台六丁目 | 全域 | 横浜市立いぶき野小学校 | 横浜市立田奈中学校 |
| 長津田みなみ台七丁目 | 全域 | 横浜市立いぶき野小学校 | 横浜市立田奈中学校 |

## 事業所
2021年（令和3年）現在の経済センサス調査による事業所数と従業員数は以下の通りである。なお、三丁目は無しの為、省略とする。
| 丁目                 | 事業所数  | 従業員数 |
| -------------------- | --------- | -------- |
| 長津田みなみ台一丁目 | 43事業所  | 482人    |
| 長津田みなみ台二丁目 | 6事業所   | 102人    |
| 長津田みなみ台四丁目 | 88事業所  | 1,198人  |
| 長津田みなみ台五丁目 | 34事業所  | 520人    |
| 長津田みなみ台六丁目 | 13事業所  | 52人     |
| 長津田みなみ台七丁目 | 15事業所  | 45人     |
| 計                   | 199事業所 | 2,399人  |

### 事業者数の変遷
経済センサスによる事業所数の推移。
| 年                 | 事業者数 |
| ------------------ | -------- |
| 2016年（平成28年） | 210      |
| 2021年（令和3年）  | 199      |

### 従業員数の変遷
経済センサスによる従業員数の推移。
| 年                 | 従業員数 |
| ------------------ | -------- |
| 2016年（平成28年） | 2,469    |
| 2021年（令和3年）  | 2,399    |

## ニュータウンの構成
- 住宅
  - 戸建住宅
  - 大型マンション - プリマシティ（499戸）など
  - 県営団地 - 県営長津田団地
- 大型商業施設
  - ショッピングセンター - カエデウォーク長津田
  - スーパーマーケット - アピタ長津田店（カエデウォーク長津田内）、オーケー
  - ホームセンター - スーパービバホーム
- 飲食店
  - ファミリーレストラン - しゃぶ葉（しゃぶしゃぶ）、無添くら寿司（回転寿司）、 とんでん、むさしの森珈琲
  - すき家
- コンビニエンスストア - セブンイレブン、ローソン
- ドラッグストア - FitCareDEPOT、ツルハドラッグ
- auショップ、ソフトバンクモバイルショップ
- 公園 - 玄海田公園
- 道路 - 市道霧が丘長津田線（霧長線）、国道246号（矢倉沢往還・大山街道）、環状4号線

## その他

### 日本郵便
- 郵便番号 : 226-0018[3]（集配局：緑郵便局[15]）

### 警察
町内の警察の管轄区域は以下の通りである。
| 番・番地等 | 警察署   | 交番・駐在所   |
| ---------- | -------- | -------------- |
| 全域       | 緑警察署 | 長津田駅前交番 |